# Guldbandsdracena
Guldbandsdracena (Dracaena reflexa) är en växtart familjen stickmyrtenväxter från Seychellerna, Mauritius, Réunion, Komorerna och Madagaskar. Guldbandsdracena är en vanlig krukväxt i Sverige. Det svenska namnet har arten fått av sorten 'Song of India' som har gula kanter.
Guldbandsdracena är en buske på upp till 5 meter, men vanligen mycket lägre i odling. Bladen är mycket varierande i utseende och sitter i toppen av grenarna, de är utbredda och bågöjda, till 20 cm långa och 5 cm breda, smalt lansettlika till elliptiska, mittnerven är otydlig på ovansidan, men konvex på undersidan. Blomställningen är en toppställd vippa med klasar av små blommor. Blommornas kalkblad är sammanväxta vd basen till en blompip, de blir 1,2-2 cm långa, vita på insidan och gröna eller rödaktiga på utsidan. Frukten är ett orangerött bär.

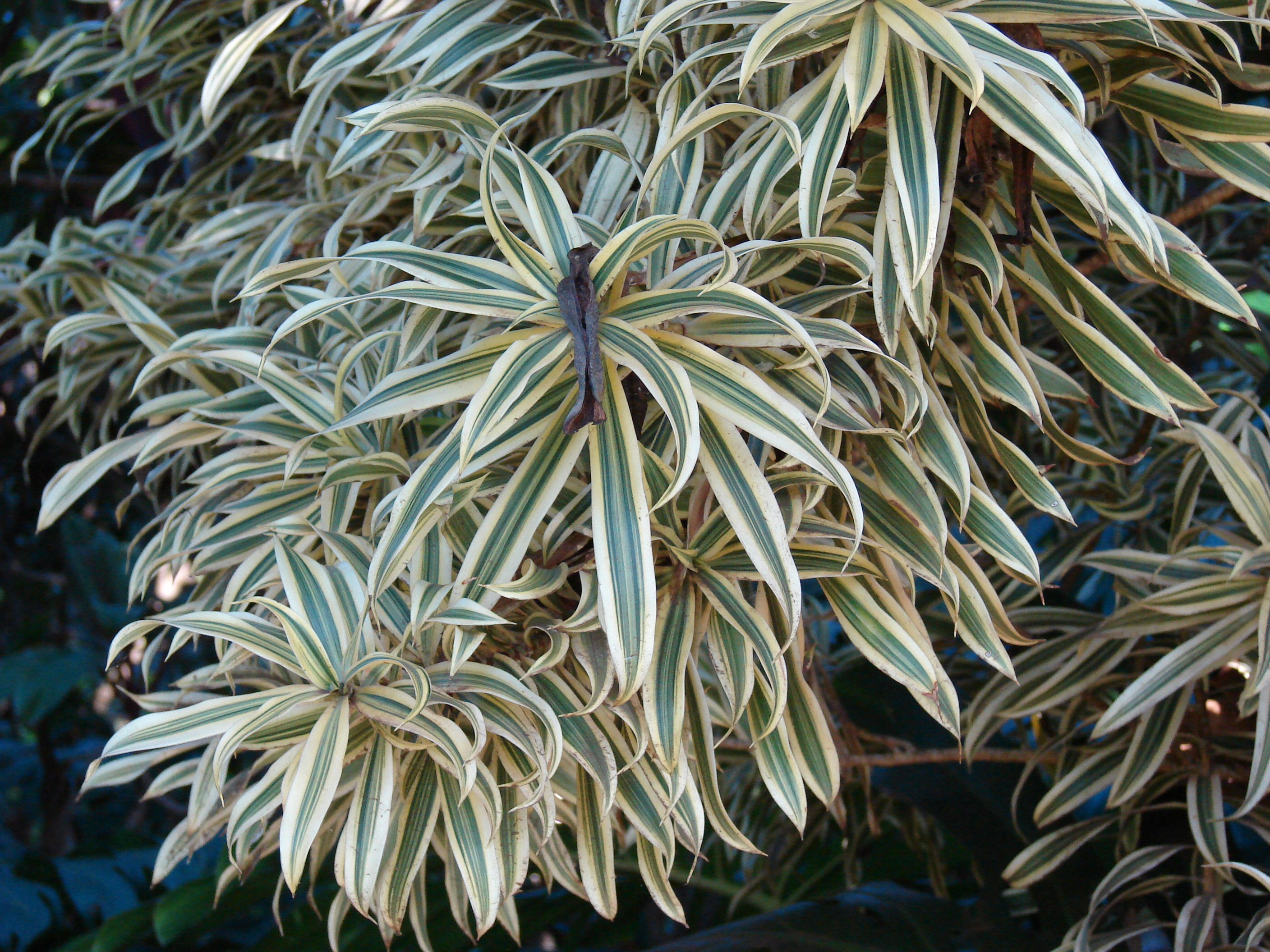
'Song of India'

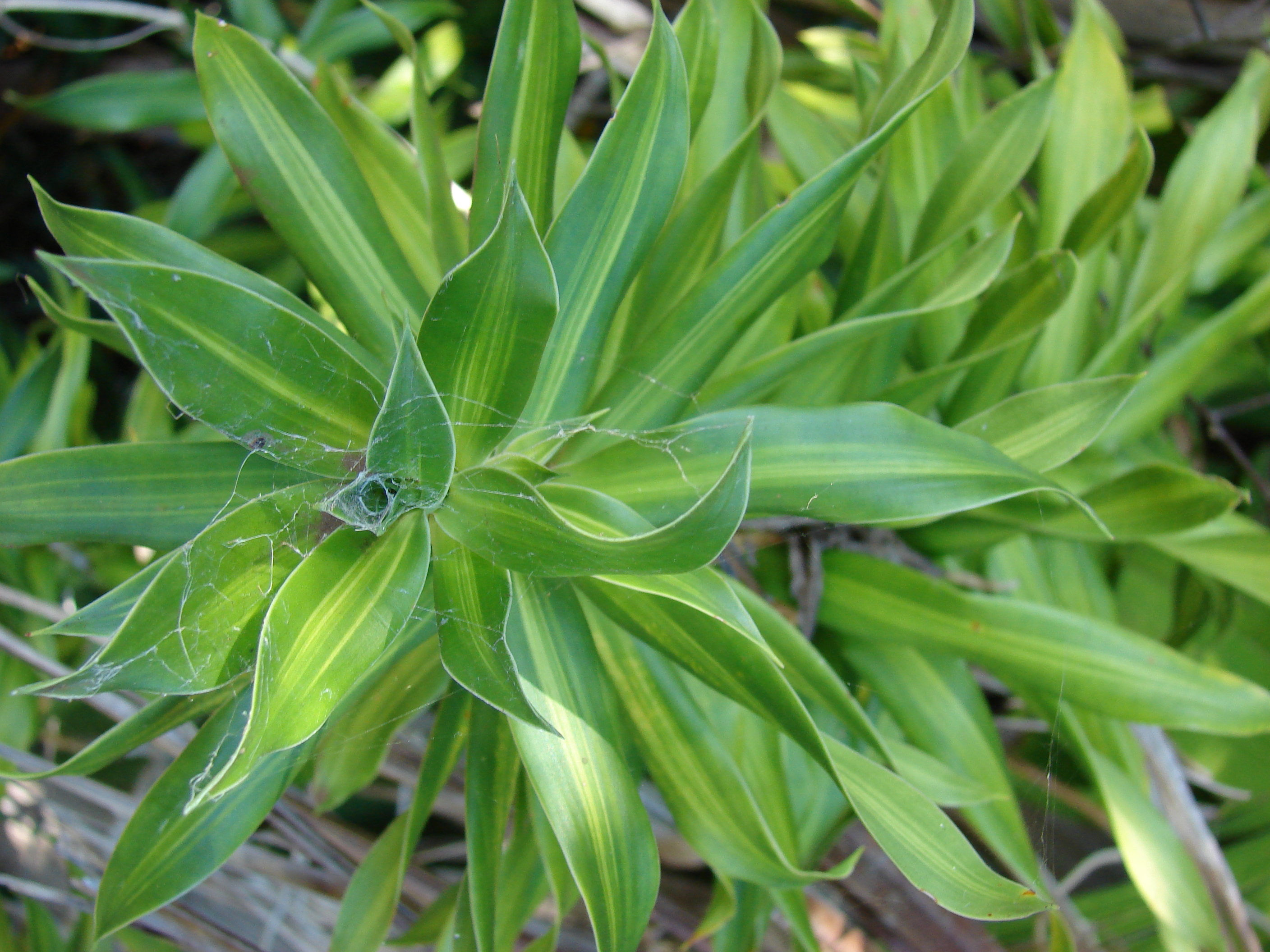
'Song of Jamaica'

## Sorter
Den rent gröna formen odlas sällan, mer vanliga är olika sorter:
- 'Song of Bangkok'
- 'Song of India' - bladen är gröna med ljusare linjer och ett brett gult kantband.
- 'Song of Jamaica' - bladen har flera ljusgröna linjer längs mittnerven.
- 'Variegata' - troligen identisk med 'Song of India'.

## Synonymer
- Cordyline reflexa (Lamarck) Endlicher
- Dracaena reflexa Lamarck
- Draco reflexa (Lamarck) Kuntze
- Pleomele reflexa (Lamarck) N.E.Brown